# Abbaye Saint-Antoine-et-Saint-Pierre de Lézat
L'abbaye Saint-Antoine-et-Saint-Pierre de Lézat, le plus souvent abrégé en abbaye de Lézat, est une ancienne abbaye bénédictine de l'ordre de Cluny fondée vers 950 par Aton de Benoît, vicomte de Béziers située à Lézat-sur-Lèze, Ariège. L'abbaye est restée active jusqu'en 1776.

## Historique
La tradition affirme que l'abbaye a été fondée en 844 par un certain Aton, évêque ou vicomte de la région. Dans l'Histoire générale de Languedoc, tome 4, il est indiqué qu'il n'a pas été trouvé de documents authentiques concernant cette abbaye avant 940. Cependant, le cartulaire de l'abbaye contient un acte de Charles le Chauve datant de l'an 859. Dans certaines notices il est écrit que l'abbaye a été fondée vers 950 par Aton de Benoît, vicomte de Béziers. 
L'abbaye a d'abord été soumise à l'abbaye de Cluny avant d'être soumise, à la fin du Xe siècle à l'abbaye de Cuxa. C'est sous cette direction que l'abbaye a prospéré et a acquis de nombreux domaines et prieurés comme le monastère de Saint-Béat, en 1003. L'abbaye est revenue sous le contrôle de l'abbaye de Cluny à la fin du XIe siècle.
L'église a été reconstruite en entier, vers 1040, par Bernard, évêque de Couserans.
Elle relève ensuite de l'abbaye Saint-Pierre de Moissac. En 1236, l’abbaye tente de se séparer de Moissac, renouvelle sa tentative en 1470 à la faveur de l’élection de son abbé pour laquelle les maisons mères de Cluny et de Moissac ne présentaient pas le même candidat : une transaction apaisa les esprits en 1474.
Les moines de l'abbaye de Lézat affirmaient être en possession du corps de saint Antoine parmi leurs reliques après l'avoir volé en Orient. Dom Martène qui a visité l'église a fait remarquer qu'il y avait aussi un corps de saint Antoine à l'abbaye Saint-Antoine et une église d'Arles où il aurait été déposé par des religieux de l'abbaye de Montmajour après l'avoir volé à l'abbaye de Saint-Antoine-l'Abbaye.
En 1768, il restait dix religieux de l'ancienne Observance. La Commission des réguliers ayant supprimé l'Ancienne Observance de l'ordre de Cluny, ceux-ci qui furent dispersés en 1776.
Elle est inscrite à l'inventaire des monuments historiques depuis le 8 novembre 1988.

## Description
De l'abbatiale médiévale détruite au XIXe siècle, il ne reste que quelques pans de murs, le bâtiment conventuel construit au milieu du XVIIIe siècle est occupé par la mairie de Lézat-sur-Lèze. Il reste aussi le palais abbatial appelé le prieuré.

## Liste des abbés
- 960 - 998 : Garin, il a été aussi abbé de Saint-Michel de Cuxa à partir de 965.

... 
- 1240 - 1255 : Peire de Dalbs.
- 1255 - ? : Géraud de Villeneuve.

...
- 1316 - 1362 Ponce de Villemur, évêque de Couserans le 11 décembre 1362, mort en 1368 et enterré à la chapelle Saint-Benoît de l'abbaye[4].

- Amanieu d'Albret

... 
- .... - 1751 : Charles-Guillaume de Maupeou (1680-1751), conseiller d’état, agent général du clergé de France, chanoine honoraire de l’église de Paris, évêque de Lombez (1721-1751).

### Sources et bibliographie
- Claude Devic, Joseph Vaissète et Ernest Roschach, « Abbaye de Saint-Pierre de Lézat », dans Histoire générale de Languedoc, t. 4, Édouard Privat libraire-éditeur, Toulouse, 1872 (lire en ligne), p. 488-492
- Paul Ourliac et Anne-Marie Magnou, « Les paroisses de l'abbaye de Lézat », dans Les Moines Noirs (XIIIe-XIVe s.), Toulouse, Édouard Privat éditeur, coll. « Cahiers de Fanjeaux 19 », 1984 (ISBN 2-7089-3418-X), p. 343-364
- Anne-Marie Magnou, Paul Ourliac, Cartulaire de l'abbaye de Lézat, Paris, CTHS (collection de documents inédits de l'histoire de France. Section d'histoire médiévale et de philologie), 1984, tome 1, 1987, tome 2, (compte-rendu par Claude Carozzi, dans Revue belge de Philologie et d'Histoire, 1989, tome 67, fasc. 4, p. 818-819).
- Paul Ourliac, « L'abbaye de Lézat vers 1063 », Annales du Midi, t. 75, no 64,‎ 1963, p. 491-504 (lire en ligne)
- « L'abbaye de Lézat reconstituée », dans Histoire de comprendre, été 2006, no 1 (aperçu)